# 花園朱美
花園 朱美（はなぞの あけみ）は日本の女性声優。主にアダルトゲームに声をあてている。

## 出演作品
太字は主役・メインキャラクター

### ゲーム

#### 2005年
- 超光戦隊ジャスティスブレイド II 〜世界制覇へのカウントダウン〜（卯月久遠）

#### 2006年
- えとランゼ 〜うちのペットは猫の神様?〜（未草陽和）
- NOZOKI魔2 〜女子校生恥辱のアングル〜（日向麻衣）[1]
- NOZOKI魔III 〜背徳マンション24H〜（香月紀華）[2]
- NOZOKI魔 〜ファイナル〜（久藤なおみ）[3]
- 雪影-setsuei-（蝉丸）

#### 2007年
- 淫渦学園大戦 〜女子校生淫辱〜（早川りつ子）

#### 2008年
- 宇宙刑事ソルディバン（上條恭子）
- 学園クラブトライアングル 〜制服と処女と甘い香り〜（桐島まどか）

#### 2009年
- 堕とし魔 〜処女攻略篇〜（朝日出紫乃）[4]
- 学園妖精テトラスター（笠倉ナギ）[5]
- プリンセス・プリンセス 姉妹姫 背徳の儀式（マーヤ・シュメール）[6]

#### 2010年
- 秘書 沙織（森下 涼子）
- 人妻 雪乃と… 〜妻がオンナに変わるとき〜（朝日出紫乃）

#### 2011年
- 処女ママ（神無宜エツ子）[7]